# Нік Піццолатто
Ніколас Остін «Нік» Піццолатто (англ. Nicholas Austin «Nic» Pizzolatto; народ. 18 жовтня 1975, Новий Орлеан) — американський письменник-новеліст, сценарист і продюсер. Найбільш відомий як автор і виконавчий продюсер американського телесеріалу «Справжній детектив».

## Біографія
Ніколас ("Nic") Піццолатто народився в 1975 році в Новому Орлеані, штат Луїзіана, в родині адвоката Ніка (Nick) Піццолатто-молодшого, нащадка італійських емігрантів, і колишньої шкільної вчительки Шейли Піццолатто (до шлюбу Сієрра). У сім'ї було ще троє дітей. 
За словами самого Ніка, його дитинство навіть після переїзду в сільське передмістя Лейк Чарльза там же, в Луїзіані, не було простим — бідна роботяща католицька сім'я в оточенні бідних, агресивних і шахраюватих сусідів. Фанатична релігійність, поголовна безграмотність і насильство в повсякденному житті - дике містечко, де довелося навчитися постояти за себе. З цієї обстановки хотілося вирватися. Нік віддаляється від батьків, випускається з St. Louis Catholic High School в 1993 році, їде з дому і більше ніколи не повертається в Лейк Чарльз. 
Виростаючи без книг та іншої інтелектуальної підтримки, але в оточенні природи, Нік зацікавився мистецтвом. Він отримав знання в трьох освітніх установах: Університет Арканзасу, державний університет McNeese та Університет штату Луїзіана. Після успішного завершення навчання викладав в Університеті Північної Кароліни в місті Чапел-Гілл, потім в університеті Чикаго і в DePauw університеті. 
Будучи вчителем, написав дві книги і покинув викладацьку діяльність в 2010 році. Першим романом майбутнього сценариста став «Галвестон». Американське видавництво «Скрібнер» в Нью-Йорку оцінило праці письменника і опублікувало книгу. У 2011 році американська телевізійна компанія «AMC» запропонувала написати сюжет до двома епізодами кримінальної драми «Вбивство».
У 2012 році він створив похмуру і нерайдужну історію про двох служителів закону — «Справжній детектив». Право на використання сценарію купив телевізійний канал HBO, який згодом призначив Ніка виконавчим продюсером майбутнього телесеріалу-антології. Серіал, який вийшов на початку 2014 року, отримав широке визнання як з боку глядачів, так і критиків, отримавши ряд престижних нагород, а канал продовжив «Справжнього детектива» на другий сезон, прем'єра якого відбулася влітку 2015. Нік Піццолатто знову написав сценарії до всіх серій, зберігши за собою також і продюсерські функції.

## Роботи
- Галвестон (роман) — New York: Scribner, 2010
- «Вбивство», сценарист 2-х епізодів, 2011 рік
- «Справжній детектив», вихід серіалу на американському телевізійному каналі HBO. Січень 2014 рік
- «Чудова сімка», 2016